# Гильоне, Паоло
Паоло Гильоне (итал. Paolo Ghiglione; родился 2 февраля 1997 года, Вогера, Италия) — итальянский футболист, полузащитник футбольного клуба «Кремонезе».

## Клубная карьера
Является воспитанником «Милана» и «Дженоа». За последних дебютировал в кубке Италии в матче против «Имолезе», где забил гол. В чемпионате дебютировал против «Ромы», где отдал голевой пас. Из-за травмы бицепса бедра и трёх неизвестных повреждений пропустил 94 дня.
2 июля 2016 года перешёл в аренду в «СПАЛ». За клуб дебютировал в кубке Италии в матче против «Кальяри». Всего за «СПАЛ» сыграл 8 матчей, где получил одну желтую карточку.
19 июля 2017 года перешёл в аренду в «Про Верчелли». За клуб дебютировал в матче против «Кремонезе». В матче против «Брешиа» получил красную карточку. Свой первый гол забил в ворота «Бари». Из-за перебора жёлтых карточек пропустил матч против футбольного клуба «Тернана». Всего за «Про Верчелли» сыграл 30 матчей, где забил гол и отдал 6 голевых передач.
17 июля 2018 года перешёл в аренду в «Фрозиноне». За клуб дебютировал в матче против «Зюйдтироля». Свой первый гол забил в ворота «Болоньи». Из-за травмы бицепса бедра и неизвестного повреждения пропустил 8 матчей. Всего за «Фрозиноне» сыграл 10 матчей, где забил 1 мяч и получил 5 жёлтых карточек.
17 июля 2022 года перешёл в «Кремонезе». За клуб дебютировал в матче против футбольного клуба «Фиорентина». Из-за мышечных проблем и неизвестного повреждения пропустил 7 дней.

## Карьера в сборной
В 2015 году сыграл один матч за сборную Италии до 18 лет против Ирана. На чемпионате Европы до 19 лет в 2016 году, где сборная Италии дошла до финала, Гильоне сыграл все матчи на турнире. На чемпионате мира до 20 лет сыграл все матчи, кроме матча за 3-е место.

## Достижения

### Клубная
- Победитель Серии B: 2016/17

### Сборная Италии
- Серебряный призёр Европы до 19 лет: 2016
- Бронзовый призёр чемпионата мира среди молодёжных команд: 2017